# HIV/AIDS ve Svazijsku
HIV/AIDS ve Svazijsku dosáhlo epidemických rozměrů.

## Výskyt
HIV/AIDS má největší vliv na socioekonomický vývoj Svazijska. První případ se objevil v roce 1986. Od té doby se infekce nekontrolovatelně šíří.
Pravidelná měření na klinikách uvedlo, že výskyt u žen v předporodním stádiu je 42,6% v roce 2004. Prelevace 28% byla zjištěna u mladých žen ve věku 15-19 let. U žen ve věku 25-29 byla prelevace alarmujících 56%.
Zpráva OSN uvádí, že průměrný věk ve Svazijsku klesl kvůli viru HIV z 61 let v roce 2000 až na 32 let v roce 2009.
Podle údajů Světové zdravotnické organizace z roku 2002, bylo 61% úmrtí ve Svazijsku způsobeno HIV/AIDS.
Každý rok na onemocnění způsobené virem HIV umře 2% svazijské populace, což představuje 30 lidí z 1000.
Chronická onemocnění jako mrtvice, rakovina a podobně způsobují v zemi jen asi 5% procent všech úmrtí ročně, což je ohromný rozdíl oproti 55% úmrtí na chornické choroby v USA.
Rozvojový program OSN uvedl, že pokud se situace v zemi nestabilizuje, bude "existence Svazijska jako země vážně ohrožena".

## Kulturní pozadí
Tradiční svazijská kultura zakazuje ochranu během pohlavního styku, jako jsou kondomy a monogamní vztahy. Víra je založena na plození co nejvíce potomků, kdy správná žena by měla mít nejméně 5 dětí. Polygamie je v zemi běžná a i přesto, že muži se nesmí oženit s více ženami, mají i tak více partnerek..
Běžnou praxí je také sexuální agrese, kdy 18 % sexuálně aktivních studentů středních škol uvedlo, že do prvního pohlavního styku bylo donuceno.
Jen 22% dětí vyrůstá v úplných rodinách.

## Boj s onemocněním
V roce 2003 byl vytvořen National Emergency Response Committee on HIV/AIDS (NERCHA), který koordinuje a usnadňuje boj proti nemoci. K dnešnímu dni existuje šest klíčových oblastí - péče a podpora, zmírnění dopadu, komunikace, monitorování a hodnocení, koordinace.
Rozsáhlá epidemie onemocnění poznamenala společnost. Jen málo lidí žijící s HIV/AIDS a to zejména těch významných, jako jsou náboženští vůdci a mediální či sportovní osobnosti, chtějí veřejně vystoupit a odhalit svůj zdravotní stav. Stigma brání toku informací a společenství zůstává na mrtvém bodě.
4. června 2009, USA a Svazijsko podepsalo mezinárodní smlouvu o pomoci v boji s HIV a AIDS.